# Giovanni Levi
Giovanni Levi (Milão, 29 de abril de 1939) é um historiador italiano, conhecido por ser um dos principais representantes da Micro-história.

## Biografia
Membro de uma família judaica, seu pai Ricardo Levi foi militante do grupo antifascista Giustizia e Libertà durante a Segunda Guerra Mundial o qual junto com a militância de seu tio Carlo Levi autor do clássico: Cristo se paró en Eboli; marcaria a forma de conceitualizar o mundo do jovem historiador. Junto com Carlo Ginzburg é reverenciado como fundador e pai da micro-história italiana. A qual é considerada como uma das aportações teóricas e prácticas mais importantes, inovadoras e frutíferas que se tem feito aos estudos históricos a partir da Revolução Cultural que significou o 1968. 
Giovanni Levi dirigiu junto com Carlo Ginzburg a coleção Microstorie, muitos dos clássicos mais propositivos e vanguardistas eram editados pela casa editorial de Giulio Einaudi, não seria esta a exceção. Mas sim bem a concepção da micro-história italiana consiste em reduzir a escala de observação com o fim de observar e analisar coisas antes não vistas, é assim mesmo, verdade que a micro-história italiana tenderá à divisão de tarefas. Carlo Ginzburg se inclinará pelos estudos culturais e de corte antropológico; Giovanni Levi se decidirá pelos sistemas econômicos e de redes sociais, quer dizer, por uma micro-história mais social. Dentro de seus estudos a história oral também possui um grande peso; ou seja, como compreendemos e analisamos as vozes das que nos servimos para levar a cabo a tarefa de reconstrução histórica, desde nosso presente. A micro-história é compreendida também como um sistema de observação que necessariamente se constitui a partir de sua análise em conjunto do nível micro com o nível macro. Fazendo dos dois níveis um sistema novo de entendimento e por tanto de interpretação. 

## A Herança Imaterial
Um dos clássicos mais importantes do trabalho de Giovanni Levi é sua obra: L'eredità immateriale. Carriera di un esorcista nel Piemonte del seicento. Se trata de uma análise das relações pessoais e econômicas do campesinado no Antigo Régime, em um pequeno povoado italiano chamado Santena. As redes familiares e clientelares se conformaram ao redor do exorcista piemontês Giovan Battista Chiesa. Para a reconstrução da vida pública e privada deste povo durante os séculos XVII e XVIII, o historiador Levi teve que pesquisar nos arquivos notariais, paroquiais e administrativos da região, reconstruindo os núcleos sociais e laços sanguíneos. Seu livro, ademais, há aberto a possibilidade de conservar um fragmento da vida campesina e de como se davam as trocas econômicas de propriedades no piamonte italiano. Ademais, trata de como os títulos e reconhecimento sociais contrastam como bens hereditários de geração em geração a diferença dos bens materiais. Dito característica é uma grande diferença com a historia escrita a grande escala, a qual não é capaz de observar estas sutilezas, históricas, culturais e sociais.

## Obras
Giovanni Levi trabalhou como professor de Historia Moderna nas universidades de Turim, de Viterbo e, atualmente na Universidad Ca'Foscari de Venecia, assim como co-diretor de investigações no programa de Doutorado em estudos sobre "Europa o Mundo Mediterrâneo e sua Difusão Atlântica" na Universidad Pablo de Olavide em Sevilha, Espanha, dirigindo a prestigiosa coleção Microstorie da editoria Einaudi e a conhecida revista Quaderni Storici, entre outros trabalhos editoriais. Foi colaborador da associação MERIFOR (Mediterráneo, Ricerca e Formazione) e membro do conselho diretivo de IDEAS (Centro interdepartamental para a análise da 'Interazioni Dinamiche tra Economía, Ambiente e Societá').
Publicou, entre outros trabalhos, os livros:
- L'eredità immateriale (Torino, Einaudi, 1985; traduzido ao português com o título A herança imaterial. Trajetória de um exorcista no Piemonte do século XVII. Rio de Janeiro: Civilização Brasileira, 2000)
- Centro e periferia di uno stato assoluto (Torino, Rosenberg, 1985)
- Storia dei Giovani (Bari, Laterza, 1994; com tradução para o português: História Jovens, São Paulo, Companhia das Letras, 1996, 2 volumes). Codirigindo, junto a Jean-Claude Schmitt.